# Estrela de Bronze Bauhinia
A Estrela Bauhinia de Bronze (BBS) é a classificação mais baixa na Ordem da Estrela da Bauhinia em Hong Kong, criada em 1997 para substituir o sistema de honras britânico da Ordem do Império Britânico após a transferência da soberania para a República Popular da China e o estabelecimento da Região Administrativa Especial de Hong Kong (HKSAR).
É concedido a pessoas que prestaram serviços de destaque por um longo período de tempo, mas em um campo ou forma mais limitada do que o exigido para a Estrela Bauhinia de Prata.